# Перспектива (албум)
Перспектива је други студијски албум бенда S.A.R.S. и састоји се из 8 нумера. Албум је издат као бесплатно издање, са линковима за преузимање доступним на званичном сајту бенда као и регионалним сајтовима МТВ-а. Интересантно је то што се насловна нумера, Перспектива, није нашла на званичном издању.